# Vroom Vroom
Vroom Vroom es el segundo EP de la cantante y compositora inglesa Charli XCX, lanzado el 26 de febrero de 2016 por Vroom Vroom Recordings. Presenta el trabajo de producción de la productora escocesa Sophie.

## Antecedentes y lanzamiento
En julio de 2015, en una entrevista con la revista de moda británica iD , Charli XCX dijo que estaba trabajando en su tercer álbum y lo describió como "lo más pop y lo más electrónico" que había hecho. Se ha confirmado que la productora británica Sophie participará en la producción del álbum. En octubre de 2015, Charli XCX lanzó "Vroom Vroom", que fue la primera canción lanzada del EP, en el Beats 1 Radio Show, y luego afirmó que sería la primera canción lanzada de su tercer álbum de estudio.
El 23 de febrero de 2016, se anunció que Charli XCX había creado un nuevo sello discográfico, Vroom Vroom Recordings, y que lanzaría un EP titulado Vroom Vroom el 27 de febrero de 2016. La segunda canción lanzada del EP, titulada "Trophy" , recibió su primer juego de Zane Lowe en Beats 1 espectáculo de esa noche. Charli XCX también presentará su propio programa de Beats 1 quincenalmente.
Charli XCX lanzó un video musical para la canción "Vroom Vroom" el 22 de abril de 2016 a través de Apple Music. El 27 de mayo de 2016, Warner Music lanzó una versión en vinilo autografiada del EP en una tirada limitada de 1.000 copias.
El 29 de agosto de 2020, se lanzaron 2.000 copias del EP en vinilo transparente para el Record Store Day.

## Recepción de la crítica
En Metacritic , que asigna una calificación normalizada de 100 a las reseñas de los críticos principales, el álbum recibió una puntuación promedio de 64, lo que indica "reseñas generalmente favorables", según 9 reseñas. [19] Spin le dio al álbum una crítica favorable, afirmando que, " Vroom Vroom está abriendo nuevos caminos para Charli, totalmente diferente a todo lo que ha hecho antes, y todavía esencialmente ella en su turbo-pop aerodinámico e indomable". [17] Tiny Mix Tapes escribió "esta es la música pop reinventándose, reafirmando su autonomía", describiendo la producción de Sophie como "[18] The Line of Best Fit escribió que el álbum "suena como una especie de rebelión nihilista cargada de anfetaminas; una mezcla de melodías amapolas, rap, trap beats y sintetizador doom que, aunque en el papel suena a caos, es claramente cuidadosamente curado ". [13]
Ian Gormely de Exclaim! elogió "Paradise" como la pista "sobresaliente", pero criticó la utilización de la voz por parte de Sophie "en todo el EP" y expresó que la compatibilidad de Charli y Sophie iba de "imparable" a "calzada". Gormely concluyó que "hay suficiente que funciona en Vroom Vroom como para esperar que sea el comienzo de algo mucho más grande". Drowned in Sound de Lee Adcock comparó la EP positivamente al álbum anterior de Charli lechón , pero criticó su uso de 'estilos preestablecidos de otros artistas negros' para crear "PG-clasificación, bocetos brillantes de exceso de Bling y amor prohibido". Laura Snapes escribió que "a nadie se le está haciendo ningún favor al reducir a Charli XCX a un cifrado insípido, particularmente porque drena su viva personalidad del trabajo". Sin embargo, en noviembre de 2019, Snapes lamentó su reseña y tuiteó que le gustaría "desmentir públicamente las tonterías" que escribió sobre el EP.

## Lista de Canciones
| Vroom Vroom |                                 |             |          |  |
| N.º         | Título                          | Producer(s) | Duración |  |
| 1.          | «Vroom Vroom»                   | Sophie      | 3:13     |  |
| 2.          | «Paradise» (con Hannah Diamond) | Sophie      | 3:01     |  |
| 3.          | «Trophy»                        | Sophie      | 2:39     |  |
| 4.          | «Secret (Shh)»                  | Sophie      | 3:25     |  |
| 12:18       |                                 |             |          |  |

Notas
- "Trophy" contiene una muestra de audio de la película Pulp Fiction interpretada por Uma Thurman[10]

## Personal
Créditos adaptados de Tidal.
- Charli XCX - voz principal
- Noonie Bao - voces adicionales (1–3)
- Kate Kennedy - voces adicionales (3)
- MNDR - voces adicionales (3)
- Rob Orton - mezclador (1)
- Sophie - mezclador (2–4), programación (4)
- Jodie Harsh - mezclador, programación (4)
- Stuart Hawkes - ingeniero de masterización
- Tony Lake - ingeniero adicional (1)
- Richard Adlam - efectos de sonido, programación adicional (3)
- Hal Ritson: efectos de sonido, programación adicional (3)

## Charts

### Vroom Vroom (single)
| Chart (2016)                                | Peak position |
| ------------------------------------------- | ------------- |
| Reino Unido UK Vinyl Singles (OCC)          | 1             |
| Reino Unido UK Physical Singles Chart (OCC) | 2             |

### Vroom Vroom EP
| Chart (2016)                             | Peak position |
| ---------------------------------------- | ------------- |
| Estados Unidos (Dance/Electronic Albums) | 2             |